# Würzburger Mozartfest
Le Würzburger Mozartfest est un festival de musique consacré à Wolfgang Amadeus Mozart. Il est le plus ancien en Allemagne, il a lieu depuis 1922 l'été à la Résidence de Würzburg. Aujourd'hui, c'est l'un des festivals de musique classique les plus renommés du monde germanophone, avec environ 50 concerts. Chaque année jusqu'à 30 000 visiteurs viennent aux événements qui se déroulent dans le bâtiment historique de la résidence, dans le jardin de la cour et dans les villes voisines.

## Histoire
Un premier concert classique public est donné dans la salle impériale de la Résidence après son ouverture en 1919 pour des événements caritatifs. En 1921, Hermann Zilcher, le directeur du conservatoire, organise le "Residenzfest" avec des œuvres de musique classique orchestrale et de chambre. Il découvre que les œuvres de Mozart s'harmonisent particulièrement avec l'ambiance et l'architecture de la résidence. C'est pourquoi, l'année suivante, il organise la première "Semaine du Mozart dans la résidence" qui se déroule en juin 1922. En plus de la salle impériale et de la salle du jardin de la résidence, la Nouvelle église et le théâtre sont inclus et testés en tant que lieux supplémentaires.
Se basant sur les expériences de cette semaine de festival, Zilcher développe le concept du Mozartfest, qui doit avoir lieu chaque année. Une partie important est la musique de nuit dans le jardin de la cour. Le festival est supervisé et conçu par Zilcher pendant plus de deux décennies. En 1942, il peut encore avoir lieu sous la forme traditionnelle. En 1943 et 1944, il est plus fortement adapté par les nationaux-socialistes dans le sens de Kraft durch Freude et étendu largement à quatre semaines sous le nom de Würzburger Musiksommer. En 1943, Zilcher est privé de la gestion globale du festival. Avec la destruction de la résidence lors du bombardement de 1945, le festival ne peut plus avoir lieu. Zilcher meurt en 1948.
Grâce à l'intervention du maire, Franz Stadelmayer, le Mozartfest est rétabli en 1951. La Bayerischer Rundfunk apporte un soutien décisif, elle contribue financièrement à la construction des salles de concert de la résidence et prend la direction artistique. Depuis 1975, tous les deux ou trois ans en même temps que le festival a lieu un concours de chant au conservatoire. Le concert du lauréat fait partie du festival.